# المرأة في حركة السترات الصفراء

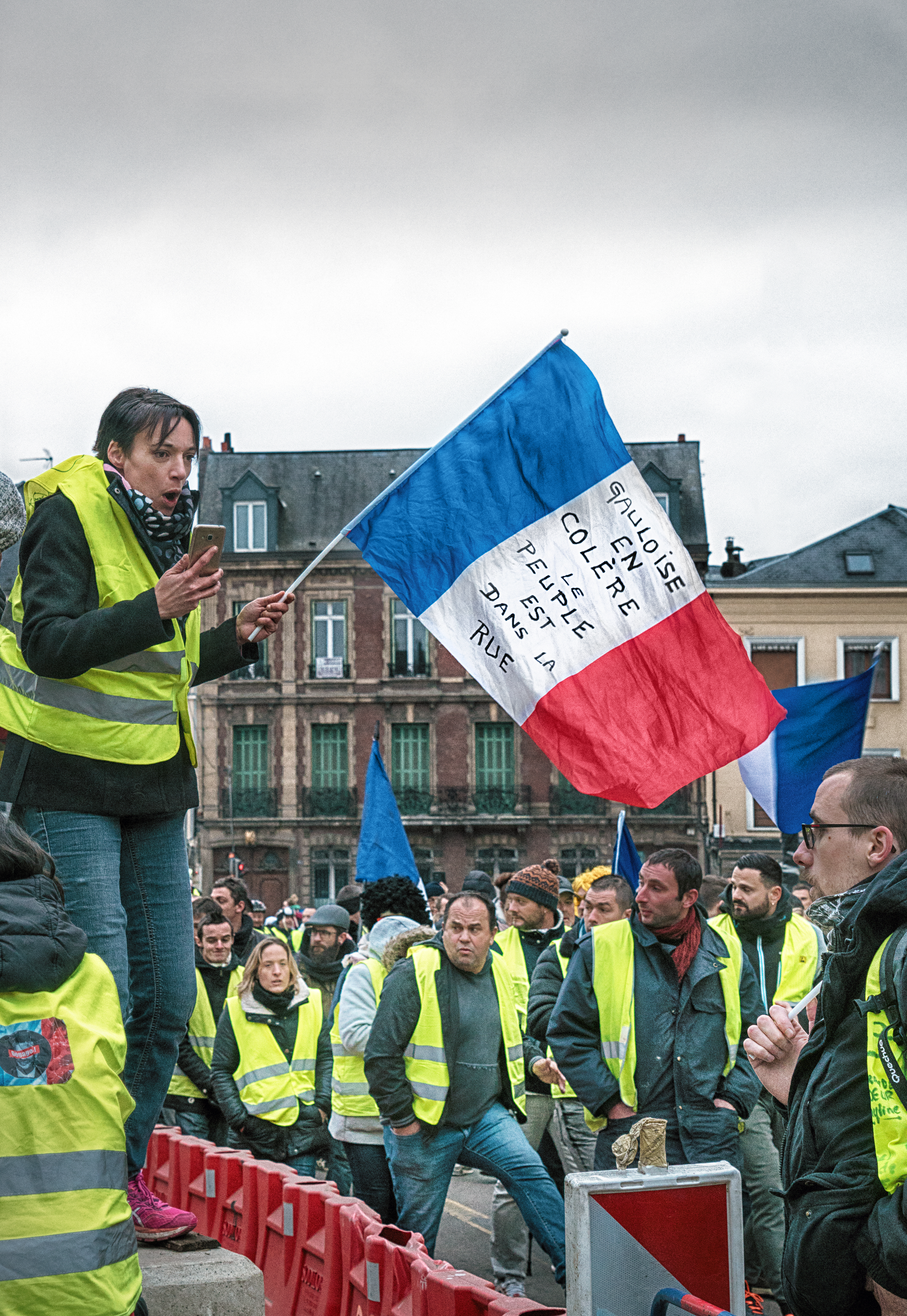
صورة امرأة سنة 2019 في حركة السترات الصفراء

شاركت النساء في حركة السترات الصفراء منذ بدايتها. هذا ناتج عن تأثر النساء عمومًا بالفقر في فرنسا أكثر من نظرائهن الذكور، ويرجع ذلك جزئيًا إلى أن العديد منهن ربات أسر ويحتجن إلى أخذ إجازة مدفوعة الأجر للولادة. دورهن أكبر من معظم الحركات الاجتماعية السابقة في فرنسا بسبب الوضع غير المستقر اقتصاديًا الذي تجد العديد من النساء في البلاد أنفسهن فيه.
لعبت امرأتان أدوارًا حاسمة في بدء الحركة. بريسيليا لودوسكي من أوائل الأشخاص الذين شاركوا، فقد أطلقت الحركة عن غير قصد في 29 مايو 2018 من خلال نشرها عريضة عبر الإنترنت حول الحاجة إلى خفض الضرائب، وخفض رواتب ومعاشات الموظفين العموميين، وإنشاء تنفيذ لاستفتاء تمهيدي للمواطنين. بعد أن روجت لها بشدة في سبتمبر، بدأت تكتسب زخمًا حقيقيًا في أكتوبر 2018. لعبت جاكلين مورو دورًا حاسمًا آخر في ذلك الشهر في إنشاء الحركة، عندما نشرت مقطع فيديو على فيسبوك انتشر بسرعة، عن معارضتها للضريبة البيئية التي اقترحتها فرنسا.
شهد التحرك الأول نساء مثل لاتيتيا ديوال ومارين شاريت لابادي نظمن مسيرات محلية. أصبحت كلتاهما متحدثات محليات رئيسيات لمناطقهن. شهد التحرك الثاني استمرار مشاركة النساء، إلى جانب العنف الجنساني الذي استهدف النساء ذوات البشرة الملونة العالقات في الازدحام نتيجة الاحتجاجات. قُتلت امرأة تبلغ من العمر 80 عامًا في مارسيليا خلال التحرك الثالث. خلال الفترة الزمنية نفسها، نُشر بحث جاء فيه نمت النسبة المئوية للنساء العاملات الفقيرات في فرنسا بنحو 2% عن العامين السابقين. أنشأت كارين، 42 عامًا من مارسيليا مجموعة على فيسبوك باسم «نساء السترات الصفراء» خلال التحرك الرابع. شهد هذا التحرك إشارة الرئيس إيمانويل ماكرون إلى وجود النساء في احتجاجات السترات الصفراء، مع أنه فشل في تلبية أي احتياجات محددة للنساء الفقيرات. شهد التحرك السادس اعتقال إريك درويت وإدانة شخصيات نسائية بارزة في الحركة لاعتقاله. شهد أيضًا عملًا معاديًا للسامية ارتكبه رجال في مترو باريس ضد إحدى الناجيات من الهولوكوست. شهد الفصل السابع أول مسيرة نسائية من السترات الصفراء جرت في 6 يناير، يوم الأحد بعد الأحداث الرئيسية للتحرك. شهد التحرك العاشر ظهور العدالة الاجتماعية لاحتياجات المرأة باعتبارها قضية تحتاج إلى معالجة. شهد التحرك الثاني عشر نساء يقدمن مطالب خاصة بالمرأة لأول مرة.
كانت حركة السترات الصفراء سببًا لنشأة عدة أحزاب سياسية، اثنان منها تقودهما النساء. أسست إنغريد ليفافاسور مبادرة تجمع المواطن في يناير 2019 في محاولة لإحداث تغيير سياسي. أسست جاكلين مورو حركة الانتفاضة، لم تكن جناحًا يمينيًا أو يساريًا، بنية خوض المرشحين في الانتخابات المحلية الفرنسية في عام 2020، بعد انتخابات البرلمان الأوروبي لعام 2019.

## الخلفية
تشكل النساء 45% من فئة الناس التي تمثلها حركة السترات الصفراء. 52.1% من البالغين الفقراء في فرنسا هم من النساء. تتأثر النساء عمومًا بالفقر في فرنسا أكثر من نظرائهن من الرجال، ويرجع ذلك جزئيًا إلى أن العديد منهن ربات أسر. يتعين على العديد من النساء أخذ إجازة لإنجاب الأطفال، ولا يمكنهن تعويض خسارة الراتب وما يترتب على ذلك من مساهمة حكومية في مدفوعات التقاعد. استندت النماذج الحكومية للمدفوعات الاجتماعية إلى حد كبير إلى احتياجات الرجال، مع افتراض أن رب الأسرة هو رجل متزوج من امرأة لديها أطفال. في الوقت نفسه، تتعرض النساء في جميع أنحاء فرنسا للتحرش الجنسي والإهانات اليومية، إذ يناديهن الرجال في الشارع بالعاهرات والفاسقات.
دور المرأة في حركة السترات الصفراء أكبر مما كان عليه في معظم الحركات الاجتماعية السابقة في فرنسا بسبب الوضع الاقتصادي غير المستقر الذي تجد العديد من النساء أنفسهن فيه.
لم يستهدف النشطاء في المجموعة النساء الفقيرات على وجه التحديد في فرنسا. في الوقت نفسه، لم تحشد معظم النساء الفقيرات أنفسهن قبل حركة السترات الصفراء للتعبير عن احتياجات طبقتهن القائمة على النوع الاجتماعي. يُعزى بعض هذا إلى الحركة النسوية في فرنسا التي يقودها الليبراليون، يعطون الأولوية لقضايا مثل مناهضة العنصرية، والتعددية الثقافية، واحتياجات النساء في البلدان الأخرى قبل النساء الفرنسيات.

## الجدول الزمني لمشاركة الإناث

### 17 نوفمبر 2018: «التحرك الأول»
كانت النساء من بين المنظمين والمشاركين في التحرك الأول.
نظمت لاتيتيا ديوال أول احتجاج للسترات الصفراء في فال دي أويسي. نظمت حركة محلية على فيسبوك بعنوان «ممثلة فال دي أويسي». بعد التحرك الأول، كانت جزءًا من مجموعة تطالب بإجراء استفتاء على شرعية رئاسة إيمانويل ماكرون.
قبل مشاركة مارين شاريت لابادي في احتجاجات 17 نوفمبر 2018، عملت منظمة محلية للتحرك الأول. شاركت لأنها شعرت أنها لا تستطيع الجلوس مكتوفة الأيدي دون أن تفعل شيئًا. أجرت شاريت لابادي معظم نشاطاتها على فيسبوك. في وقت سابق من ذلك الأسبوع، شاركت شاريت لابادي في احتجاجات أمام مكتب الضرائب في المدينة.

### 24 نوفمبر 2018: «الفصل الثاني»
نُفذ التحرك الثاني في نفس يوم الاحتجاج الدولي على العنف ضد المرأة. قلق منظمو الأحداث المحلية الفرنسيون من أن تحجب احتجاجات السترات الصفراء رسالة مسيرتهم. لجأ المنظمون إلى وسائل التواصل الاجتماعي ليطلبوا من متظاهري السترات الصفراء عدم عرقلة فعاليتهم. سعوا للاستفادة من حركة #نحن جميعًا، التي شهدت خروج 4000 امرأة في فرنسا للاحتجاج على العنف ضد المرأة في سبتمبر، مع 600 من تلك الاحتجاجات في باريس. جاء القلق بشأن تدخل السترات الصفراء بعد أن ألغت إحدى المنظمات المحلية في بورغ-أون-بريس لأنها خشيت ألا تتمكن النساء من الوصول إليها بسبب إغلاق الطرق المفروض على السترات الصفراء.
تعرضت النساء لانتهاكات عنصرية خلال التحرك الثاني من جانب النشطاء عمومًا. نزلت امرأة سوداء، بعد أن أوقفها المتظاهرون عند دوار في كونياك، من سيارتها حيث كان أطفالها يجلسون. واجهها المتظاهرون، وطلبوا منها العودة إلى المنزل فلا أحد يريد أن يسمع عن مشاكل السود في فرنسا. على دوار آخر في أوشان فايت، علقت امرأة مسلمة ترتدي الحجاب في الزحام لمدة ساعة نتيجة إغلاق الطرق المرتبط بالسترات الصفراء. لم يسمحوا لها بالمرور حتى تخلع حجابها، وأصدروا أصواتًا كأصوات القرود تجاهها.
قبل التحرك الثاني في 24 نوفمبر 2017، أثناء عملها متحدثةً باسم السترات الصفراء، قالت ديوال إن المتظاهرين ليس لديهم نية للتظاهر في شامب دو مارس. بدلًا من ذلك، نظموا مظاهرة في الشارع. أوضحت لوسائل الإعلام بعد التحرك الثاني أن حركة السترات الصفراء غير سياسية، ولا تتماشى مع أي نقابات فرنسية. كما اعترفت بأنه خلال التحرك الثاني، تغلغل متطرفون من اليمين واليسار في الاحتجاج، معربة عن أسفها لأن الشرطة لم تتخذ أي خطوات لوقفهم.
بعد وقت قصير من التحرك الثاني، وضعت السترات الصفراء قائمة برغباتهم. ركزت إحدى الرغبات على النساء، مطالبين «باحترام المساواة بين الذكور والإناث: المواءمة بين المؤهلات والوظيفة لتحقيق المساواة في الأجر».
شهد التحرك الثاني درويت يتحدث بصراحة عن نيته «دخول الإليزيه». شهد ناشطًا آخر في السترات الصفراء، وهو ماكسيم نيكول، شكك في توقيت هجوم ستراسبورغ 2018 وأشار إلى أنه كان علمًا مزيفًا. تسبب هذان الحدثان في اختفاء لودوسكي إلى حد كبير من حركة السترات الصفراء.